# WWK Arena
WWK arena este un stadion de fotbal din Augsburg, Germania. Este folosit în principal pentru meciurile de fotbal disputate de FC Augsburg.